# Lucius Livineius Eutactus
Lucius Livineius Eutactus  war ein römischer Maler, der in der 1. Hälfte des 1. Jahrhunderts n. Chr. in Rom tätig war.
Er ist nur durch seine Grabinschrift bekannt, die in einem Columbarium von Freigelassenen und Sklaven der Familie der Livineii an der Via Salaria gefunden wurde und ihn als Maler (pictor) ausweist. Die Inschrift befindet sich heute im Speed Art Museum in Louisville (Kentucky). Die Grabinschrift lautet:
L(ucius) Livineius
Eutactus pictor